# Rukojnie (gmina)

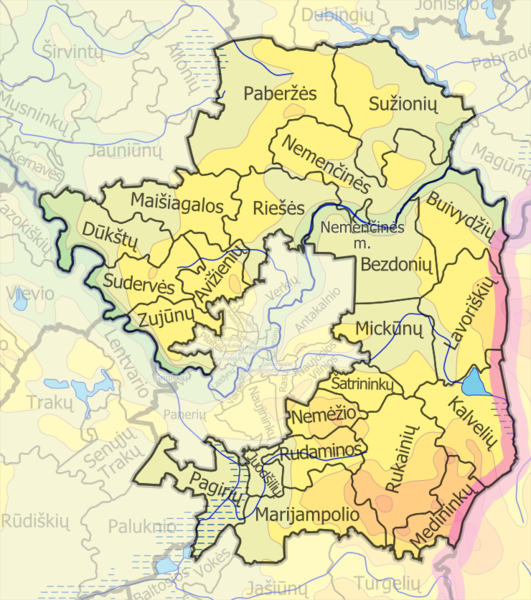
Gmina na mapie rejonu

Gmina Rukojnie (lit. Rukainių seniūnija) – gmina w rejonie wileńskim okręgu wileńskiego na Litwie.
Ośrodek gminy – osiedle Rukojnie (770 mieszkańców). Na terytorium gminy jest 64 miejscowości, większe z nich: Sawiczuny (187 mieszkańców), Zakieńce (134 mieszkańców), Żemojtele (110 mieszkańców), Michałówka (102 mieszkańców).

## Powierzchnia terenu
14 360 ha, z nich 8 472 ha stanowią użytki rolne, 5 744 ha - lasy, 144 ha - to zbiorniki wodne oraz grunty o innym przeznaczeniu.

## Ludność
2 957 (2011)

## Skład etniczny (2011)
Według spisu z 2011 roku.
- Polacy - 79,8%
- Litwini - 10,9%
- Rosjanie - 4,2%

## Infrastruktura
2 urzędy pocztowe, Polska Szkoła Średnia (241 uczniów w 2014), 2 szkoły początkowe, przedszkole, 3 biblioteki, Dom Kultury, plac sportowy, ambulatorium, punkt medyczny, posterunek straży pożarnej, posterunek policji, kościół, cmentarz, 3 sklepy, kawiarnia, 6 pawilonów handlowych, figura Pana Jezusa, Dom-Muzeum Władysława Syrokomli w Borejkowszczyźnie, rezerwat przyrody Kruopinės, rezerwat przyrody Kiena.

## Przedsiębiorczość lokalna
Rolnictwo i leśnictwo, usługi świadczone dla mieszkańców.

## Miejscowości
W skład gminy wchodzi 60 wsi i 4 kolonie. Miejscowości w gminie Rukojnie:
| - Benedyktowo - Borczak - Borejkowszczyzna - Botwiniszki - Broskowszczyzna - Czepurniszki - Dworzyszcze - Elżbietowo - Gonczarowszczyzna - Gudzie - Gulbiny - Jodziszki - Jukszany - Jurczuki - Kamienna - Katuciszki | - Kiena - Kijany - Kisielewszczyzna - Koleśniki - Koniukiszki - Kościelewszczyzna - Krestowo - Krzyżówka - Kule - Łukszyna - Michałówka - Montusze - Mostki - Murowanka - Nielidziszki - Nowosiady | - Nowosiady Kijańskie - Oblizanka - Orklany - Oszmianka - Pocegryń - Podczarna - Podgórna - Podworniki - Powelki - Rudzina - Rukojnie - Rutkowszczyzna - Sawiczuny - Skorwodziszki - Stara Wieś - Syrwidy | - Szynkopole - Świrany - Trokiele - Trybiły - Tumasy - Ulany - Wiewiórki - Wołkogule - Wołkorabiszki - Zacisze - Zadworce - Zakieńce - Zaprudzie - Żeburtany - Żemły - Żemojtele |

Zniesione miejscowości:
- Dola
- Kowalewszczyzna
- Łuczki
- Puciata